# Phoradendron hartii
Phoradendron hartii är en sandelträdsväxtart som beskrevs av Krug & Urb.. Phoradendron hartii ingår i släktet Phoradendron och familjen sandelträdsväxter. Inga underarter finns listade i Catalogue of Life.